# Edward W. Hoch
Edward Wallis Hoch, född 17 mars 1849 i Danville, Kentucky, död 1 juni 1925 i Marion, Kansas, var en amerikansk republikansk politiker. Han var Kansas guvernör 1905–1909.
Hoch var verksam som publicist och hade varit talman i Kansas representanthus innan han blev guvernör.
Hoch efterträdde 1905 Willis J. Bailey som Kansas guvernör och efterträddes 1909 av Walter R. Stubbs.
Hoch avled 1925 och gravsattes i Marion. Sonen Homer Hoch var ledamot av USA:s representanthus 1919–1933.